# ساعة الذروة 3 (فلم)
ساعة الذروة 3 (بالإنجليزية: Rush Hour 3) هو فيلم حركة تم إنتاجه في فرنسا والولايات المتحدة سنة 2007. الفيلم من إخراج بريت راتنر.

## بطولة
- جاكي شان
- كريس تاكر
- ماكس فون سيدو

## الميزانية والإيرادات
بلغت تكلفة إنتاج الفيلم حوالي 140 مليون دولار بينما حقق أرباحا تقدر بـ 258,022,233 دولار.

## وصلات خارجية
- مقالات تستعمل روابط فنية بلا صلة مع ويكي بيانات